# إيه أي إم إل
إيه أي إم إل أو لغة ترميز الذكاء الاصطناعي هي لهجة لغة التوصيف القابلة للتوسعة لإنشاء وكلاء برامج لغة طبيعية.

## التاريخ
طور هذه اللهجة ريشارد والاس ومجتمع عالمي حركة البرمجيات الحرة بين الفترة من 1995 إلى 2002. شكلت إيه أي إم إل الأساس لما كان في البداية عبارة عن اليزا ممتدة تسمى ب A.L.I.C.E (كيان كمبيوتر الإنترنت اللغوي الاصطناعي) حصل من خلالها على الجائزة السنوية للذكاء الاصطناعي جائزة لوبنر ثلاث مرات، وأيضُا حصل على جائزة الشاتربوكس شالينج في عام 2004.
لأن A.L.I.C.E إيه أي إم إل أطلق تحت قوانين رخصة جنو العمومية ولأن معظم مترجمي ال إيه أي إم إل يقدمون بموجب ترخيص مجاني أو الترخيص مفتوح المصدرفالعديد من نسخ ALICEBOT أنشئت بناء على التنفيذ الأصلي للبرنامج وقاعدة معارف الخصة بإيه أي إم إل.
مجموعة إيه أي إم إل مجانية وبعدة لغات ويوجد مترجمي الإيه أي إم إل في لغات ال جافا وروبي وبايثون وسي وسي++ وباكسال و عدة لغات أخرى. تتوفر مواصفات شبه رسمية ومخطط رابطة الشبكة العالمي لغة التوصيف القابلة للتوسعة لإيه أي إم إل
منذ أوائل عام 2013 تعمل مؤسسة A.L.I.C.E على مسودة مواصفات خاصة ب إيه أي إم إل 2.0.